# Aleksander Hetland
Aleksander Hetland (Tromsø, 26 de diciembre de 1982) es un deportista noruego que compitió en natación, especialista en el estilo braza.
Ganó dos medallas en el Campeonato Mundial de Natación en Piscina Corta, en los años 2010 y 2012, y siete medallas en el Campeonato Europeo de Natación en Piscina Corta entre los años 2006 y 2012.

## Palmarés internacional
| Campeonato Mundial en Piscina Corta | Campeonato Mundial en Piscina Corta | Campeonato Mundial en Piscina Corta | Campeonato Mundial en Piscina Corta |
| Año                                 | Lugar                               | Medalla                             | Prueba                              |
| ----------------------------------- | ----------------------------------- | ----------------------------------- | ----------------------------------- |
| 2010                                | Dubái (EAU)                         | Medalla de bronce                   | 50 m braza                          |
| 2012                                | Estambul (Turquía)                  | Medalla de oro                      | 50 m braza                          |
| Campeonato Europeo en Piscina Corta |                                     |                                     |                                     |
| Año                                 | Lugar                               | Medalla                             | Prueba                              |
| 2006                                | Helsinki (Finlandia)                | Medalla de bronce                   | 100 m estilos                       |
| 2007                                | Debrecen (Hungría)                  | Medalla de plata                    | 50 m braza                          |
| 2008                                | Rijeka (Croacia)                    | Medalla de plata                    | 50 m braza                          |
| 2009                                | Estambul (Turquía)                  | Medalla de oro                      | 50 m braza                          |
| 2010                                | Eindhoven (Países Bajos)            | Medalla de plata                    | 50 m braza                          |
| 2012                                | Chartres (Francia)                  | Medalla de plata                    | 50 m braza                          |
| 2012                                | Chartres (Francia)                  | Medalla de plata                    | 4 × 50 m estilo mixto               |